# Yaren
Yaren (gammalt namn: Makwa) är ett distrikt i Nauru med 803 invånare. Distriktet räknas av FN som huvuddistrikt då den största delen av öns administration är förlagd dit. Trots detta är Yaren inte officiellt Naurus huvudstad. Nationen saknar egentliga städer.
I distriktet finns landets parlament, polisstation, internationella flygplats samt administration. Moquabrunnen är en av områdets få turistattraktioner. Ytterligare finns det bunkrar och andra japanska militära installationer från ockupationsperioden (1942–1945). Under parlamentsvalen fungerar Yaren som en valkrets som skickar två representanter till landets parlament.
Distriktets koordinater är 0°33' syd, 166°55' öst.
Yaren är även ett namn med betydelse av "den finaste vännen", "den bästa älskaren". Det äldre namnet Makkwa (eller Moqua) syftar till en underjordisk sjö av samma namn som var den främsta vattenkällan för de lokala.

## Källhänvisningar
1. 1 2  ”Yaren | Population, Nauru, Capital, & Map” (på engelska). Encyclopædia Britannica. 2025. https://www.britannica.com/place/Yaren. Läst 21 maj 2025.
2. ↑  "Nauru". NE.se. Läst 14 november 2014.
3. ↑  ”Nauru | Land, People, Culture, Economy, Society, & History” (på engelska). Encyclopædia Britannica. 9 april 2025. https://www.britannica.com/place/Nauru. Läst 21 maj 2025.
4. ↑  ”Who comprises Parliament?” (på engelska). The Government of the Republic of Nauru. 2025. https://www.nauru.gov.nr/parliament-of-nauru/about-parliament/who-comprises-parliament.aspx. Läst 21 maj 2025.
5. ↑  ”Moqua Caves and Moqua Well” (på engelska). Wondermondo. Arkiverad från originalet den 3 december 2017. https://web.archive.org/web/20171203013845/http://www.wondermondo.com/Countries/Au/Nauru/Nauru/MoquaCaves.htm. Läst 21 maj 2025.